# Saint-Vite
Saint-Vite is een gemeente in het Franse departement Lot-et-Garonne (regio Nouvelle-Aquitaine). De plaats maakt deel uit van het arrondissement Villeneuve-sur-Lot. Saint-Vite telde op 1 januari 2022 1.187 inwoners.

## Geografie
De oppervlakte van Saint-Vite bedroeg op 1 januari 2022 5,47 vierkante kilometer; de bevolkingsdichtheid was toen 217 inwoners per km².

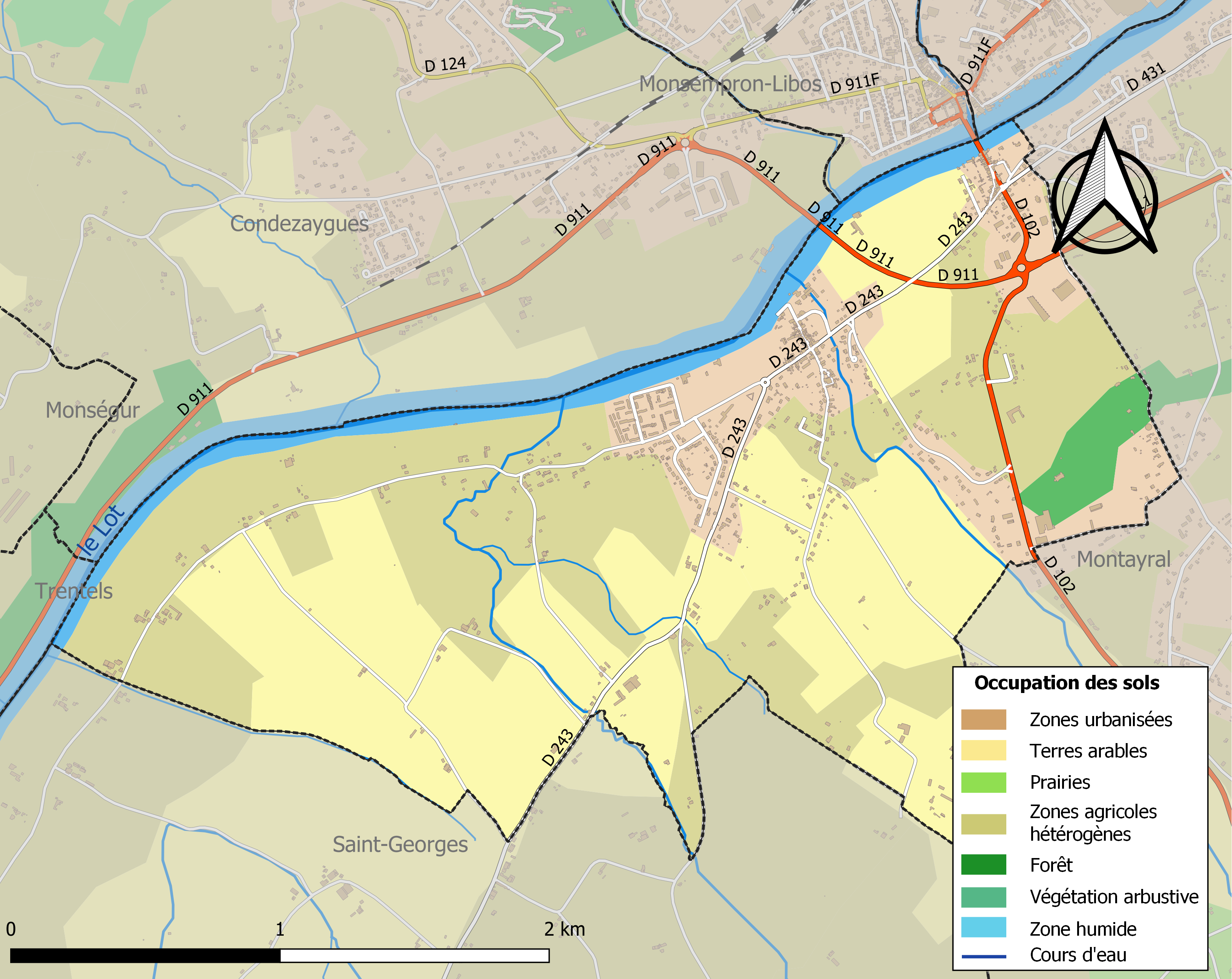
Kaart van de gemeente met de belangrijkste infrastructuur, bodemgebruik en omliggende gemeenten

## Demografie
Onderstaande figuur toont het verloop van het inwonertal (bron: INSEE-tellingen).